# Qualificazioni al campionato europeo maschile di calcio 1980 - Gruppo 7

## Classifica
| Pos | Squadra        | Pti | G | V | N | P | GF | GS | DR  |
| --- | -------------- | --- | - | - | - | - | -- | -- | --- |
| 1   | Germania Ovest | 10  | 6 | 4 | 2 | 0 | 17 | 1  | +16 |
| 2   | Turchia        | 7   | 6 | 3 | 1 | 2 | 5  | 5  | 0   |
| 3   | Galles         | 6   | 6 | 3 | 0 | 3 | 11 | 8  | +3  |
| 4   | Malta          | 1   | 6 | 0 | 1 | 5 | 2  | 21 | -19 |

## Risultati
| Data             | Luogo         | Squadra 1      | Risultato | Squadra 2      |
| ---------------- | ------------- | -------------- | --------- | -------------- |
| 25 ottobre 1978  | Wrexham       | Galles         | 7 - 0     | Malta          |
| 29 novembre 1978 | Wrexham       | Galles         | 1 - 0     | Turchia        |
| 25 febbraio 1979 | Gżira         | Malta          | 0 - 0     | Germania Ovest |
| 18 marzo 1979    | Smirne        | Turchia        | 2 - 1     | Malta          |
| 1º aprile 1979   | Smirne        | Turchia        | 0 - 0     | Germania Ovest |
| 2 maggio 1979    | Wrexham       | Galles         | 0 - 2     | Germania Ovest |
| 2 giugno 1979    | Gżira         | Malta          | 0 - 2     | Galles         |
| 17 ottobre 1979  | Colonia       | Germania Ovest | 5 - 1     | Galles         |
| 28 ottobre 1979  | Gżira         | Malta          | 1 - 2     | Turchia        |
| 21 novembre 1979 | Smirne        | Turchia        | 1 - 0     | Galles         |
| 22 dicembre 1979 | Gelsenkirchen | Germania Ovest | 2 - 0     | Turchia        |
| 27 febbraio 1980 | Brema         | Germania Ovest | 8 - 0     | Malta          |